# David Suarez
David Suarez (Rodez, 9 giugno 1979) è un allenatore di calcio ed ex calciatore francese di ruolo attaccante, tecnico delle giovanili dell'Amiens.

## Carriera

### Calciatore
Ha giocato unicamente in patria, disputando una stagione in massima serie con la maglia del Tolosa nell'annata 2004-2005. Il resto della carriera lo ha giocato nelle serie minori francesi, in particolare  in Ligue 2 e nel Championnat National, che riuscirà a vincere in anni consecutivi, centrando la doppia promozione con la maglia del Bastia tra il 2010 e il 2012.

### Allenatore
Conclusa la carriera da giocatore comincia quella da allenatore come tecnico delle giovanili del Bastia. Successivamente diventa responsabile del settore giovanile e allenatore della squadra Under-19. Durante il corso della stagione 2018-2019 passa dal Bastia all'Amiens per allenare nelle giovanili.

## Palmarès

### Club

#### Competizioni nazionali
- Championnat National: 1

Bastia: 2010-2011
- Ligue 2: 1

Bastia: 2011-2012

### Individuale
- Capocannoniere della Ligue 2: 1

2003-2004 (17 gol)